# Lucia Popp
Lucia Popp (ur. 12 listopada 1939 w Záhorskej Vsi, zm. 16 listopada 1993 w Monachium) – śpiewaczka operowa pochodzenia słowackiego.
Dysponowała sopranem lirycznym koloraturowym. Specjalizowała się w repertuarze mozartowskim (szczególnie ceniona za swoje nagranie arii Królowej Nocy z Otto Klempererem). Wśród jej nagrań znajdują się m.in. Dafne Richarda Straussa pod kierownictwem Bernarda Haitinka i jedyne studyjne nagranie Intermezzo Richarda Straussa pod dyrekcją Wolfganga Sawallischa.
W 2016 roku została pośmiertnie odznaczona Orderem Podwójnego Białego Krzyża I klasy.